# フランス国鉄

1937年、フランス国鉄初期の路線。

フランス国有鉄道（フランスこくゆうてつどう、フランス語: Société Nationale des Chemins de fer Français, SNCF）は、フランスの国有鉄道事業を統括する鉄道事業者である。
本社はパリ近郊サン＝ドニ。

## 概要
企業形態は日本における公共企業体に近い「商工業的公施設法人（EPIC: établissement public à caractère industriel et commercial）」。
1982年までは官民合資の株式会社である「混合資本株式会社（SAEM: société anonyme d'économie mixte）」であった。
一時は上下分離政策により、フランス国鉄は列車運行および鉄道車両の保有管理業務などを行い、線路や駅などの鉄道施設（インフラ）の保有管理業務は、SNCFと同じくEPICのフランス鉄道線路事業公社（RFF）が所管していたが、2015年より再統合された（後述）。

## 歴史
フランスの鉄道網は、6大鉄道会社と呼ばれる鉄道会社を中心に発達したが、1930年代になってモータリゼーションの発展に伴い経営環境が悪化。1938年に国営会社1社を含む次の5社を統合し国有化した。
- 北部鉄道（Nord, Chemin de Fer du Nord）：パリからカレー、ベルギー方面への鉄道を運営
- 東部鉄道（Est, Chemin de Fer de l'Est）：パリからナンシー、ストラスブール、ドイツ方面への鉄道を運営
- フランス地方鉄道（État, Chemin de Fer de l'État）：1909年に経営破綻した西部鉄道を改組した国営鉄道。パリからブルターニュ方面への鉄道を運営
- パリ・リヨン・地中海鉄道（PLM, Chemin de Fer de Paris à Lyon et à la Méditerranée）：パリからリヨン、マルセイユ、地中海方面への鉄道を運営
- パリ・オルレアン・南部鉄道（PO-Midi, Chemin de Fer de Paris à Orléans et du Midi）：パリからボルドー方面への鉄道を運営するパリ・オルレアン鉄道（PO, Chemin de Fer de Paris à Orléans）と、フランス南西部の鉄道を運営する南部鉄道（Midi, Chemin de Fer du Midi）が1934年に合併した企業。

1937年8月31日に5社を45年間にわたって国有化する協定が政府と各社の間で交わされ、1938年1月1日に混合資本株式会社（SAEM）のフランス国有鉄道（SNCF）が発足した。株式の出資比率は政府が51%、合併前の各社が49%の半官半民会社で、従業員の身分は公務員。国有鉄道会社に対して政府が助成金を拠出する形で、ドイツ占領下および戦後にかけて、45年間にわたってフランス国内の国有鉄道事業を所管した。
1970年代に入って、SNCFは世界最高速のTGV高速鉄道網の整備に着手。1981年に最初の区間となるパリ－リヨン間が開業した。
1982年12月30日には、鉄道などの公共交通整備促進をうたった国内交通基本法（LOTI）の対象法人となり、政府は1937年協定失効日の1982年12月31日をもって、法人格を混合資本株式会社から100%政府出資の非商事法人である商工業的公施設法人（EPIC）に転換した。
1984年には、SNCFの地域輸送部門が地域圏別に分割され、地域圏政府が国家政府とともに圏域の輸送施策に関して一定の監督権限を持つ20の地域圏急行輸送（TER: Transport Express Régional）が発足し、SNCFが各TERと運輸協定を結んでそれぞれの地域の鉄道事業を行う制度がスタートした。さらに国の地方分権施策の一環として、2002年までに各TERに対するすべての監督権限が国からそれぞれの地域圏政府に移管された。
また鉄道改革の一環として1997年、SNCF所管の国有鉄道事業のうち、国鉄線の施設管理事業を新設の商工業的公施設法人、フランス鉄道線路事業公社（RFF）に分離。同時に鉄道事業会計の長期債務もSNCF本体から分離されRFFに移管された。国鉄線上の列車運行についてSNCFはRFFに路線使用料を支払う一方、RFFの施設管理業務はSNCFがRFFから受託する形で引き続き所管している。

### 技術革新の歴史
古くより列車のスピードアップに力を注ぎ、鉄道における速度記録を絶えず更新し続けてきた。1950年代半ばには、CC7107号機が326km/hの記録を出し、その後もBB9004号機にて331km/hの記録を出した。これらの技術の蓄積がTGVの開発や、320km/hでの営業運転につながっている。
最近では交流電化が主流だが、直流電気機関車の製造技術は世界最先端を行くもので、先に記した直流電化区間での速度記録は、1955年3月28日にCC7107、翌29日はBB9004と、2種の直流電気機関車により達成されたものである。また、世界中に名前を知られた名列車を数多く運転しており、「ル・ミストラル」、「アキテーヌ」、「フレッシュ・ドール（黄金の矢）」、「トランブルー（青列車）」等は特に有名であり、トランブルーは文字通り、日本のブルートレインのモデルとなった。
日本の新幹線開業後、ヨーロッパで初めて最高速度200km/h運転を本格的に行ったのもフランスが最初であった。

## 組織
1997年から始まった鉄道改革（上下分離と分社化）とその後の組織改編により、現在は以下の組織にて運営されている。SNCFはこのほか、物流・通信・運輸関連の650社を超える企業を傘下に持ち、「フランス国鉄グループ」を形成している。その後、ダイヤ編成の権限がRFFにあるため、運行側のSNCFが異議を申し立て、再度上下一体となる組織改革法案がフランス下院で採択、2015年1月1日に同法案が施行、インフラ保有・管理を行うSNCF Réseauと運営・列車運行を行うSNCF Mobilitésの2つの組織を上位のSNCF Epicが統括・調整する形で再統合された。

### 2015年以降
- SNCF Epic

下記2団体の利害調整・統括を行う親組織の商工業的公施設法人（EPIC）
- SNCF Réseau

インフラ保有・監理部門
- SNCF Mobilités

列車の運行、鉄道車両の保有などを行う部門

### 1997年-2014年
1997年から始まった鉄道改革（上下分離と分社化）とその後の組織改編により、2014年までは以下の組織にて運営されていた。SNCFはこのほか、物流・通信・運輸関連の650社を超える企業を傘下に持ち、「フランス国鉄グループ」を形成していた。
- フランス鉄道線路事業公社（RFF：Réseau ferré de France）
鉄道インフラ管理を行なう商工業的公施設法人（EPIC）
- フランス国有鉄道（SNCF：Société Nationale des Chemins de fer Français）
列車の運行、鉄道車両の保有などを行なうEPICで、目的別に以下の部門に分かれる。
  - SNCF Infra
線路の保守管理及び運行を担当する。技術系の子会社SNCF International、Systra及びその子会社Inexiaを管理する。
  - SNCF Proximités
都市、通勤及び地域旅客輸送を担当し、地域圏急行輸送（TER）、トランジリアン（Transilien）及びアンテルシテ（INTERCITÉS）を運行している。また、フランス国内外で鉄軌道・バス事業を運営するKeolis等の子会社を管理する。
  - SNCF Voyages
長距離輸送及びTGV並びに乗車券の販売を担当する。また、国際運行会社ユーロスター、タリス、リリア、エリプソス及びAlleo並びに乗車券販売会社レイルヨーロッパ、Voyages-sncf.com及びiDTGV等を管理する。
  - SNCF Geodis
貨物輸送を担当する。また、物流子会社Geodis、自動車輸送子会社STVAを管理する。
  - Gares & Connexions
駅舎の管理及び開発を担当する。また、土木子会社AREP及びその子会社Parvis、不動産子会社A2Cを管理する。

## 路線

フランス国鉄路線図
赤 - LGV（交流25kV, 50Hz）
オレンジ - 交流25kV, 50Hz電化
緑 - 直流1500V電化
黄 - その他の電化方式
灰色 - 非電化
太線 - 複線（以上）
細線 - 単線

路線網は約29000kmで、電化率は約50%、複線化率は約20%である。ドイツ占領時代に複線化されたアルザス＝ロレーヌ地方を除き、複線は原則として左側通行である。電化方式は、直流1500V（主としてパリ以南）と交流25kV50Hz（パリ以北および以東、マルセイユ以東、ブルターニュ地方など、及びLGV全区間）が混在している。
駅数は、約2445駅存在する。
フランスの鉄道網の特徴として、首都パリを中心に、放射状に各都市を結ぶ形態が顕著に現れている。TGVが走る高速路線（LGV）もそうで、パリを中心としたネットワークを構成している。一方で、パリを経由しない経路での地方都市間の連絡は、どちらかというとあまり充実しておらず、必ずしも便利ではない。
パリ近郊とフランス北部、ベルギー・ルクセンブルク・ドイツと国境を接するフランス東部は、西部や南部と比べて路線網が充実しており列車本数も比較的多い。
高速鉄道路線は、2007年にドイツ方面のLGV東ヨーロッパ線が開業がしたが、以降の路線整備（スペインやイタリア方面）については、財政的な問題もあって建設ペースが鈍化すると言われている。
2006年11月からは、パリ近郊のBondy〜Aulnay-sous-Bois間で、路面電車（LRT：Tramway T4）の営業運転も開始している。

## 車両
車両技術は古くから世界をリードする存在である。また、「ゲンコツ」に代表されるように、フランス国鉄を強く印象付けるスタイルの車両も多く存在する。
- 電気機関車
フランスの電気機関車の特徴は、直流・交流・交直流という、電源方式の異なる機関車でも、同一スタイルで製造されたことが挙げられる。また、性能面でも、共通化が図られている。最近は交直流対応のみを製造しているため、このようなことはなくなりつつある。なお、フランスの電気機関車は、10000未満が直流1.5kV対応、10000番台が交流25kV50Hz対応、20000番台が直流1.5kV・交流25kV50Hz対応、30000番台が直流1.5kV・交流25kV50Hzともう一電源の3電源対応、40000番台が直流1.5kV・交流25kV50Hzともう二電源の4電源対応で、形式番号の前に軸配置（BB・CC）が付く。
  - 主要形式
    1. BB9200型（DC1.5kV）／BB16000型（AC25kV50Hz）：1950年代後期に製造された、フランス国鉄の幹線用電気機関車。丸味を帯びた箱型車体と、高い位置にある細長い運転台の窓が特徴の、当時の典型的なフランススタイルの機関車。開発者の名前から"Jacquemin" (ジャックマン)と呼ばれる。
    2. BB9300型（DC1.5kV）／BB25000型（DC1.5kV・AC25kV50Hz）：1960年代後期に製造された、BB9200型／BB16000型の改良タイプ"Jacquemin"。
    3. BB8500型（DC1.5kV）／BB17000型（AC25kV50Hz）／BB25500型（DC1.5kV・AC25kV50Hz）：1960年代中期に製造された近郊・軽貨物用機関車"Danseuses"(ダンスール)で、"Jacquemin"より出力を落としている。
    4. BB7200型（DC1.5kV）／BB15000型（AC25kV50Hz）／BB22200型（DC1.5kV・AC25kV50Hz）：1970年代から製造された機関車で、鋭角的で角張った車体に、大きく引っ込んだ前面窓という、それまでのフランススタイルとは一線を画した独特のスタイルで登場し、フランスでは"Nez cassés"、日本では「ゲンコツ」と呼ばれた幹線用電気機関車。もう一つのフランススタイルとして知られる。
    5. BB26000型（DC1.5kV・AC25kV50Hz）：1989年から製造された、箱型・前面傾斜スタイルの幹線用200km/h対応機関車“Sybic”。
    6. BB36000型（DC1.5kV・DC3kV・AC25kV50Hz）：ベルギー・イタリアの直流3kV区間に直通するため、1997年から製造された貨物用3電源対応電気機関車“Astride”。
    7. BB27000型・BB27300型（DC1.5kV・AC25kV50Hz）／BB37000型（DC1.5kV・DC3kV・AC25kV50Hz）：アルストム社製のヨーロッパ汎用（セミオーダメードタイプ）電気機関車“Prima”。
    8. 上記のほか、かつて1970年代にTEEを牽引した機関車には、200km/h運転対応・"Nez cassés"（日本では「ゲンコツ」）スタイルのCC軸配置機関車CC6500型（DC1.5kV）、CC21000型（DC1.5kV・AC15kV16.7Hz）、CC40100型（ベルギー・オランダ・西ドイツ直通対応のDC1.5kV・DC3kV・AC15kV16.7Hz・AC25kV50Hzの4電源式）などがあったが、CC21000型は全車CC6500型に改造され形式消滅、CC40100型は既に引退している。
- ディーゼル機関車
フランスのディーゼル機関車は、60000番台・70000番台を名乗り、形式番号の前に軸配置（A1AA1A・BoBo・BB・CC）が付く。
  - 主要形式
    1. BB66000型：1950年代後期に製造された、フランス国鉄の支線用ディーゼル機関車。BB軸配置の電気式で、凸型スタイル。
    2. BB67300型・BB67400型：：1960年代後期に製造された、フランス国鉄の支線用ディーゼル機関車。BB軸配置の電気式。
    3. A1AA1A68500型：1960年代後期に製造された、フランス国鉄の支線用ディーゼル機関車。A1AA1A軸配置の電気式。
    4. CC72000型：1960年代後期に製造された、フランス国鉄の亜幹線用ディーゼル機関車。CC軸配置の電気式で、「ゲンコツ」スタイル。
    5. BB75000型：アルストム社製のヨーロッパ汎用（セミオーダメードタイプ）ディーゼル機関車“Prima”。BB軸配置の電気式。

なお、現在では各車両に付されている車番は6桁になっている。これはフランス国鉄では現在、列車の運行を目的別に6つの部門に分けており、車両がどの部門に属するかを10万番台で区別しているためである。
- SNCF Voyages：100,000番台
- INTERCITÉS（SNCF Proximitésの一部）：200,000番台
- Fret（SNCF Geodisの一部）：400,000番台
- 地域圏急行輸送TER（SNCF Proximitésの一部）：500,000番台
- SNCF Infra：600,000番台
- 事業用車：700,000番台
- トランジリアン：800,000番台

## 列車の種類
フランス国鉄には、以前は日本などと同様に、Rapide（特急）やExprés（急行）が存在したが、現在は、そのような明確な種別名は付けられておらず、概ね、以下のような列車が運転されている。

### 高速列車
- TGV
TGV編成を使用する列車で、全車指定席。多くは高速新線(LGV)を経由するが、高速新線を通らない場合でも、TGV編成が使用されている場合は「TGV」となる。なお、パリとイタリアのミラノを結ぶ列車はフランス国鉄とトレニタリアとの合弁企業名でもある「Artésia（アルテシア）」の名称を用いていたが、合弁解消に伴い2011年12月11日のダイヤ改正から単なるTGVとされた。詳しくはアルテシアを参照。
- TGV Lyria
パリとスイスのジュネーヴ・バーゼル・チューリヒ・ローザンヌ・ブリークを結ぶ列車で、全車指定席。スイス直通対応のTGV編成を使用する[注釈 2]。
- EuroStar（ユーロスター）
英仏海峡トンネルを経由し、パリ・ベルギーのブリュッセルとイギリスのロンドンを結ぶ列車で、TGVタイプの専用編成を使用する。フランス国鉄の運営ではなく、ユーロスター社によって運営される。全車指定席で、専用の運賃・料金体系が採用されている。
- Thalys（タリス）
パリとベルギーのブリュッセル・オランダのアムステルダム・ドイツのケルンを結ぶ列車で、TGVタイプの専用編成を使用する。フランス国鉄の運営ではなく、タリス社によって運営される。全車指定席で、専用の運賃・料金体系が採用されている。

### 国際夜行列車
- Elipsos（エリプソス）
スペインとフランスとを結ぶ夜行列車で、シティホテル並みの設備とサービスを備えた「ホテル列車」。スペインの「タルゴ」客車を使用。一部はイタリアやスイスに直通する。
- その他の国際夜行列車
フランスとドイツ・スイス・オーストリア・イタリアの都市とを結ぶ夜行列車で、行先により、City Night Line（シティナイトライン）やEN（ユーロナイト）を名乗る場合もある。なお、フランスとイタリアを結ぶ夜行列車「Artésia Night（アルテシア・ナイト）」は、フランス国鉄とトレニタリアとの合弁解消に伴い2011年12月11日のダイヤ改正からThello（テルオー）に置き換えられた。詳しくはアルテシアを参照。

### 国内長距離列車
次の4種類の列車種別があったが、2012年1月から、「INTERCITÉS」（アンテルシテ）に統合された。
ただし、当面の間、公式サイトなどで従来の列車種別で表示される場合がある。

#### 従来の列車種別
- Téoz（テオズ）
フランス国内を結ぶ長距離速達列車のうち、TGVの走らない路線を走る列車で、全車指定席。TGVが設定されていない線区での最優等列車。コライユ型客車を大幅にリニューアルした車両が使用された。
- Corail（コライユ）
フランス国内の都市間の速達列車で、概ね3時間以上の長距離都市間を結んだ。一部の列車はスペイン・イタリア・ドイツ・スイスなどに直通した。フランス以外の国でEC（ユーロシティ）となる列車も、フランス国内では原則として“Corail”として扱われた。
なお、“Corail”（コライユ）とはもともと、1970年代後半にフランス国鉄に大量投入された優等列車用客車の愛称を指す。
- Intercités（アンテルシテ）
フランス国内の都市間の速達列車で、概ね3時間以内の中距離都市間を結ぶ。
- Lunéa（ルネア）
フランス国内の都市間を結ぶ夜行列車。一部は国境を越えフランス国外まで運転されるものもあった。

### 地域輸送
- TER（テー・ウー・エル）
イル＝ド＝フランス地域圏以外のローカル輸送を担う地域圏急行輸送の列車。高速新線（LGV）を経由する“TER GV”も存在する。快速運転を行うものもある。アルザス地方のTERには、Corail（コライユ）型客車を使用し、最高速度200km/h運転を行う列車"TER200"も走っている。
- Transillien（トランジリアン）
パリ近郊のイル＝ド＝フランス地域圏で運行されている列車。
- RER（エル・ウー・エル）
パリ近郊を走る列車で、パリ中心部へ地下線で直通運転を行う。直訳すれば「地域（圏）急行路線網」であるが、日本語では「高速郊外地下鉄」[3]のように意訳されることもある。一部の路線はフランス国鉄ではなくパリ交通公団(RATP)の運営である。

## 職員に関係する事項

### 労働組合
労使関係のバランスでみれば労働組合の力は非常に強く、頻繁にストライキが発生する。ストについては5日前までに事前予告をすること、最低限のサービス（運行本数）は確保すること等のルールがあるが、利用者には大きな負担となる。2018年のストの例では4月3日より、3カ月にわたって5日ごとに2日間のストが続く計画であった。スト初日の運休率は、高速鉄道で約87%、普通列車80%であった。毎年生じる慢性的な赤字を解消する改革案に反対するデモであったが、国鉄当局は4月9日までの間に約1億ユーロの損失を出している。

### 公務員特別年金制度
フランス国鉄の職員は、公務員の中でも重労働者とみなされ、年金の負担金支払期間が軽減される公務員特別年金制度が適用されている。結果的に55歳以下で年金受給が可能となる優遇制度は、しばしば批判の対象となるが、政府が年金制度の改革を試みるたびにフランス国鉄職員を中心に反発が起き、大規模なストライキを発生させるなどの抵抗が行われる。